# Notomatachia cantuaria
Notomatachia cantuaria là một loài nhện trong họ Desidae.
Loài này thuộc chi Notomatachia. Notomatachia cantuaria được miêu tả năm 1970 bởi Raymond Robert Forster.